# Bludenz

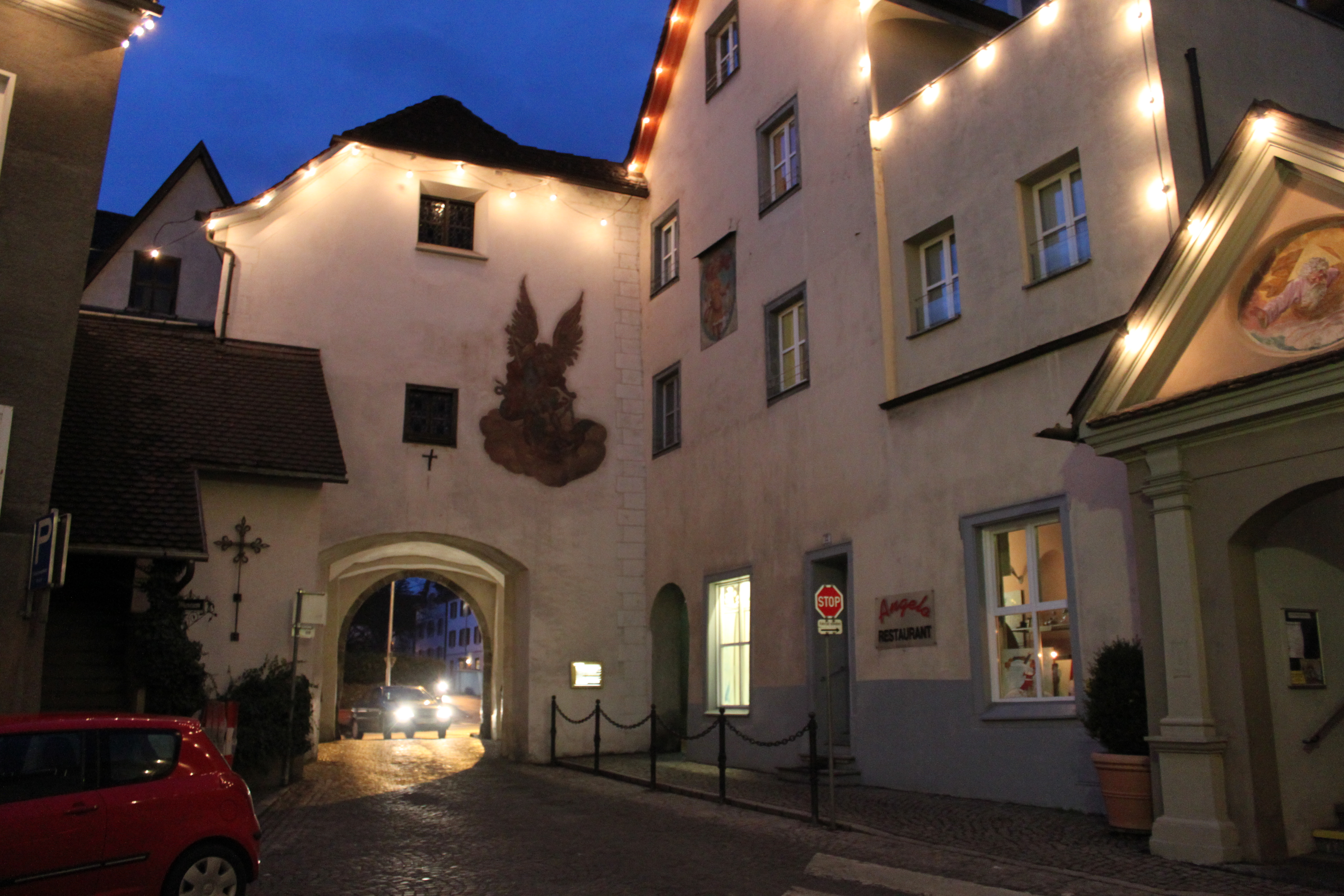
Puerta superior

Bludenz (en alemán: ['blu:dents], en dialecto local: ['bludats]) es una ciudad del estado de Vorarlberg, en el oeste de Austria, a orillas del río Ill. Tiene una población aproximada de 14,956 habitantes (dato del 1 de enero de 2022). Es una de las cinco ciudades del estado de Vorarlberg, junto a Bregenz, Dornbirn, Hohenems y Feldkirch.
La ciudad alpina es el centro de 5 valles circundantes y combina naturaleza, cultura y ciudad, siendo un lugar de encuentro para todo tipo de exploradores. Además, Bludenz es una de las pequeñas ciudades históricas: se trata de joyas históricas de tiempos remotos, que han conservado su singularidad y, sin embargo, no han permanecido estancadas en el pasado.

## Deportes y Recreación

### Estadio Sparkassenarena
En 1926 se inauguró el primer campo de fútbol del municipio de Bludenz con el nombre de Fohrenburgstadion y en 1973 comenzó la construcción del estadio. Desde 2007 el estadio se llama Sparkassenarena.

### Piscina de Aventura Valblu
En 1879, el fabricante Johann Gassner entregó el antiguo estanque Badeanstalt in der Halde (originalmente depósito de agua para el cuerpo de bomberos voluntarios Bludenz, fundado en 1869) al municipio. La piscina exterior se inauguró el 1 de agosto de 1958, en 1967 se inauguró la nueva piscina y en 1975 tuvo lugar la ceremonia de inicio de la construcción de la piscina cubierta. En 1991, la empresa tuvo que cerrar por razones técnicas. De 1996 a 1998 se convirtió en la piscina de aventura Valblu y en 2004 comenzó su ampliación. En 2005, tras un periodo de construcción de 15 meses, se inauguró el Val Blu Resort Hotel. En 2017/18 se volvieron a llevar a cabo amplias obras de renovación y construcción.
Dependiendo de la cantidad de calor residual de producción generado por Getzner Textil, el suministro de calor al recinto de baños se realizará en el futuro a través de una tubería de calefacción urbana.

### Área recreativa Hinterplärsch
Detrás de la estación del teleférico Muttersberg, en Rodlerheim, se monta una pista de patinaje sobre hielo natural si las condiciones meteorológicas lo permiten.
De 1967 a diciembre de 2015, en Hinterplärsch existió una carrera de toboganes de hielo natural construida en laderas sombreadas, en la que se celebraron los Campeonatos Europeos Juveniles en 1981 y los Campeonatos Mundiales Juveniles en 1984. Una polémica nueva construcción de un tobogán de hielo artificial planeada en el mismo sitio ha estado en la fase de planificación y aprobación durante años. Después de asegurar la financiación de la pista de tobogán de hielo artificial, se han iniciado los trabajos preparatorios, la apertura está prevista para finales del otoño de 2019 y se ha planificado una pista de patinaje de hielo.

### Muttersberg
La montaña local de Bludenz es el Muttersberg. Se encuentra en el municipio de Nüziders. Con Muttersberg (derivado del apellido Muther o madre) se entiende coloquialmente sobre todo el Madeisakopf (1402 m), una cima boscosa al suroeste del Hohe Frassen. En las cercanías se encuentra la estación de montaña del teleférico de Muttersberg y el gran restaurante construido junto a ella. El término Muttersberg se refiere al área del asentamiento disperso entremezclada con áreas de bosque y pastos al noroeste y por debajo del Madeisakopf, principalmente sobre y por debajo del camino forestal hacia el Tiefenseesattel. Esto también pertenece a Nüziders.

## Cultura y lugares de interés
Atracciones turísticas son las puertas superiores e inferiores de la ciudad, la Fuente Nepomuk y la calle Werdenbergerstrasse con sus arcadas, que se conservan originalmente.

### Iglesias y monasterios
- Iglesia Laurentius

- Iglesia parroquial de Santa Cruz
- Iglesia parroquial Südtirolersiedlung
- Iglesia parroquial de Bings
- Antigua iglesia hospitalaria en Kirchgasse
- Convento Dominicano San Pedro
- Monasterio Franciscano (antiguo Monasterio Capuchino) e iglesia monasterio
- Iglesia de San Antonio en Rungelin
- Iglesia parroquial evangélica del Buen Pastor

### Ciudad Fortificada

#### Puerta de la ciudad baja
Partes de la antigua fortificación de la ciudad de Bludenz se conservan aún hoy en día. Las aproximadamente 100 casas de la ciudad estaban rodeadas y cercadas por una doble muralla, siete torres y tres puertas. La puerta de la ciudad al este de la ciudad (Montafonertor o Kapuzinertor) fue demolida en 1846.

#### Puerta inferior
Construida a finales del siglo XV, esta puerta fue reconstruida varias veces. También se le llama Mühletor o Bürsertor.

#### Puerta superior
Construido a finales del siglo XV, reconstruido en 1774 y 1920, también es conocido como la Puerta del Duque Friedrich o Puerta de Feldkirch. En 1416, el duque Friedrich IV se refugió allí, huyendo desde Constanza entrando por la Puerta Alta a la ciudad; fue admitido en Bludenz y llevado a salvo por el Arlberg por los ciudadanos de la ciudad. La Puerta Superior alberga el Museo de la Ciudad de Bludenz. A pocos metros, una escalera cubierta de iglesia construida en el siglo XVII conduce, como una de las cinco escaleras del castillo, a la Iglesia de San Lorenzo y al Castillo de Gayenhofen.

#### Torre de polvo

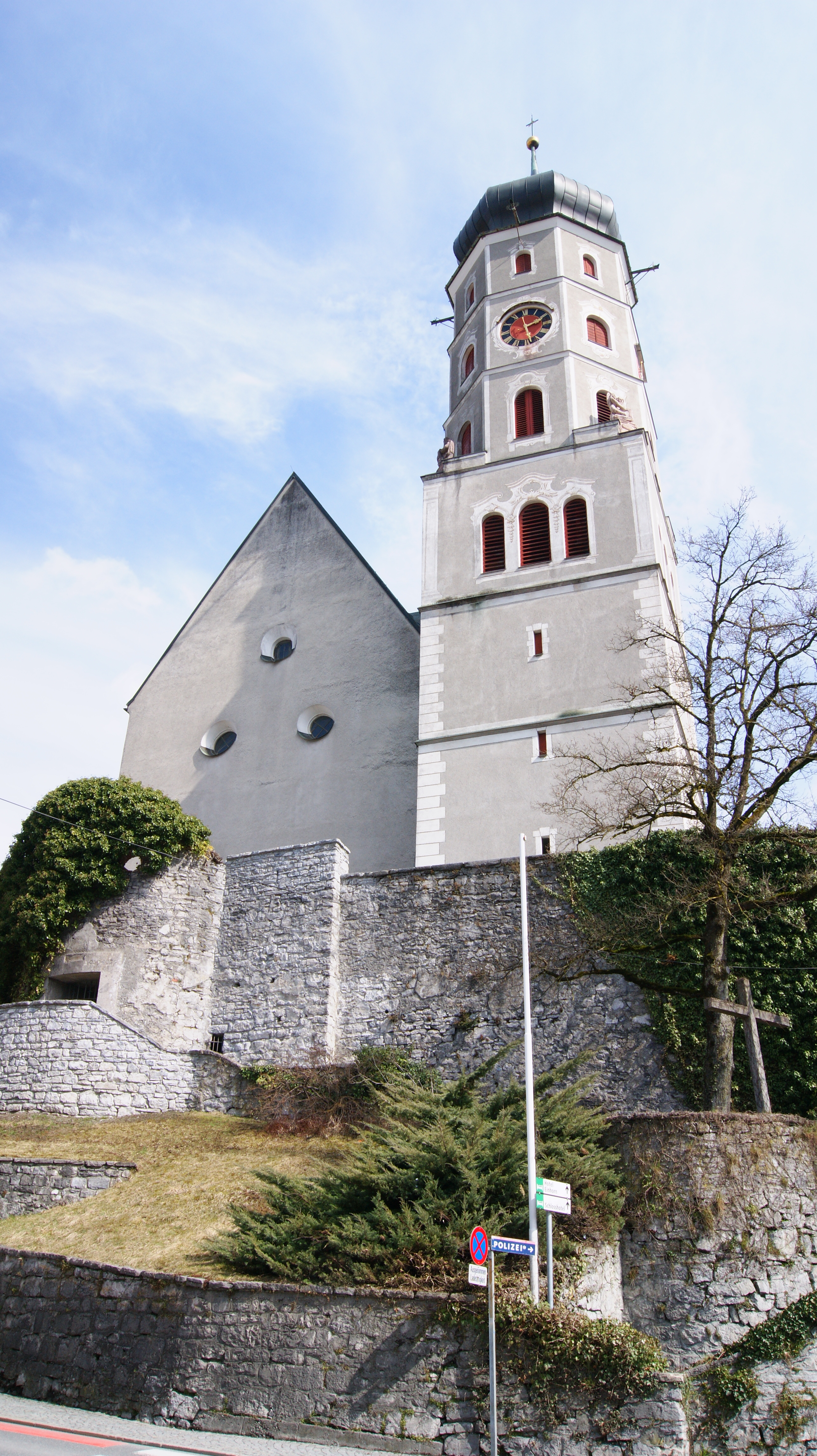
Kriegerdenkmal Bludenz

En el suroeste de la ciudad, fue construida a finales del siglo XV.

### Arquitectura civil
- Castillo de Gayenhofen: El castillo se encuentra en el conjunto arquitectónico con la iglesia parroquial que domina la ciudad y que hoy es el edificio oficial de la administración del distrito de Bludenz.

- Hilandería de algodón de la fábrica Getzner (1883-1886): La hilandería de Klarenbrunn es un ejemplo especial de construcción industrial en Vorarlberg, ya que llegó al país desde fuentes inglesas a través de empresas suizas. El equilibrado y alargado edificio de ladrillo de dos plantas fue diseñado por la empresa de ingeniería John Felber de Manchester y tiene una importante estructura de pilares y hierro. Aquí se creó una síntesis entre los antiguos edificios de varios pisos con construcción de madera y los antiguos galpones industriales. En su concepción constructiva y funcional, el edificio es un ejemplo notable de construcción industrial de finales del siglo XIX.

- Tribunal de Distrito (1927-1929)

- Edificio de Willibald Braun

- Pérgolas en la calle Werdenbergerstraße: Esta calle lleva el nombre de los condes de Werdenberg-Montfort, los antiguos señores de Bludenz. A la derecha y a la izquierda está enmarcada por casas de ciudadanos y patricios, que fueron construidas tras el incendio de la ciudad en 1638. Destacan sus magníficas fachadas, frontones y puertas. Las arcadas, que casi convierten la zona peatonal en un centro urbano cubierto, tienen un aspecto meridional. Dos de las 1638 casas de la calle Werdenbergerstraße después del incendio de la ciudad, la Casa Getzner (gastronomía y oficinas) y la Casa Tschofenhaus (restaurante y hotel; diseño de la fachada por Konrad Honold, 1964), fueron renovadas de acuerdo con la orden de conservación histórica como parte del proceso de renovación del centro de la ciudad en 2017/18.[8]

- Casa Dörflingerhaus: Esta casa en la Rathausgasse ya fue mencionada en 1365 y alberga un café.

- Fuente de Nepomuk (1730): La fuente diseñada por Johann Ladner representa a San Nepomuceno, patrón protector contra la calumnia y la sospecha.

- Monumento a Riedmiller: Este monumento a Bernhard Riedmiller, capitán del Bludenzer Schützen en las Guerras Napoleónicas (1796-1799), fue diseñado por Georg Matt en 1905. Los hermanos Neyer aparecen como donantes de monumentos.

### Festival de Cortometrajes ALPINALE
La ALPINALE es un festival de cortometrajes austriaco que tiene lugar anualmente en Vorarlberg. De 1985 a 2003, se llevó a cabo en Bludenz y de 2003 a 2019 en Nenzing. En 2020, el festival regresa a Bludenz.